# 1936년 하계 올림픽 아프가니스탄 선수단
아프가니스탄은 1936년 8월 1일부터 16일까지 독일 베를린에서 열린 제11회 하계 올림픽에 선수단을 파견했다

## 참고 자료
- (영어) “Afghanistan at the 1936 Berlin Summer Games”. SR/Olympic Sports. 2009년 1월 21일에 원본 문서에서 보존된 문서. 2011년 9월 22일에 확인함.